# Torockó
Torockó (románul Rimetea, újabban Râmetea alakban is előfordul, korábban Trascău, németül Eisenburg) falu Romániában Fehér megyében, Torockó község központja. Egykori bányászváros, a Székelykő hármas csúcsa alatt, lakói betelepült székelyek. A település Erdély legnyugatibb székely végvára, és talán egyik legszebb faluja.

## Fekvése
Az Erdélyi-középhegység keleti részén elterülő Torockói-hegységben, a Székelykő és az Ordaskő sziklavonulatának szűk völgyében, Kolozsvártól délre, Nagyenyedtől 23 km-re északnyugatra fekszik, Torockószentgyörgy hozzá tartozik. A Székelykő miatt a nap látszólag kétszer kel fel és nyugszik le, hiszen a faluból nézve visszabújik a Székelykő sziklái mögé, hogy aztán kicsivel később újra előbukkanjon mögülük.

## Neve
A Toroszkó vagy Toroczko név töve a ’vaskő, vassalak’ jelentésű troszk szóra vezethető vissza. Ez bővült a szláv -ov képzővel, amelynek jelentése ’valamiből való”. A t és r hang közé a magyar egy ejtéskönnyítő o hangot toldott be, s az így kialakult Toroszkov szózáró mássalhangzójának lekopása után lett a név Toroszkó. A helybéliek a ’vassalak’ jelentésű tarack szóból eredeztetik településük nevét.

## Története
Vára a keletre emelkedő Székelykő 1117 méteres nyugati, Várkő nevű csúcsán állott. Helyén egykor római castrum állt. A középkori várat az Ákos nembeli Toroczkai család építtette, de 1241-ben a tatárok teljesen elpusztították. Mivel az ostrom alól kézdi székelyek mentették fel, a király 1257-ben a várat nekik adta, és 1271-ig birtokolták. Az 1257-es adománylevélből ismert a település első írásos említése Toroczko alakban. 1285-ben a kijavított várat sikeresen védték meg a tatárok ellen. A várnak ma csak csekély alapfalai láthatók.
A tatárok és a kunok betörései miatt meggyérült magyar lakosság mellé németeket is telepítettek Torockóba. III. Endre 1291. évi oklevele tanúsítja, hogy Torockó szabad hospesei a felső-ausztriai Eisenwurzenből telepedtek ide. 1514-ben a parasztsereg elfoglalta a falut. A Rákóczi-szabadságharc időszakában, 1702. november 17-én Rabutin, 1704. március 15-én pedig Tige labanc csapatai rabolták ki a települést. Őrtornya 1864-ben még ép volt, de 1874-ben már rom, azóta pusztul. A hegy oldalában számos barlang található, ahol a lakosság veszély esetén meghúzódott.
1910-ben 1512 lakosából 1343 magyar és 136 román volt. A trianoni békeszerződésig Torda-Aranyos vármegye Torockói járásának székhelye volt. 1992-ben társközségével együtt 1393 lakosából 1241 magyar, 128 román és 24 cigány volt.
1999-ben Torockó Europa Nostra-díjat kapott a kulturális örökség megőrzéséért.

## Nevezetességei

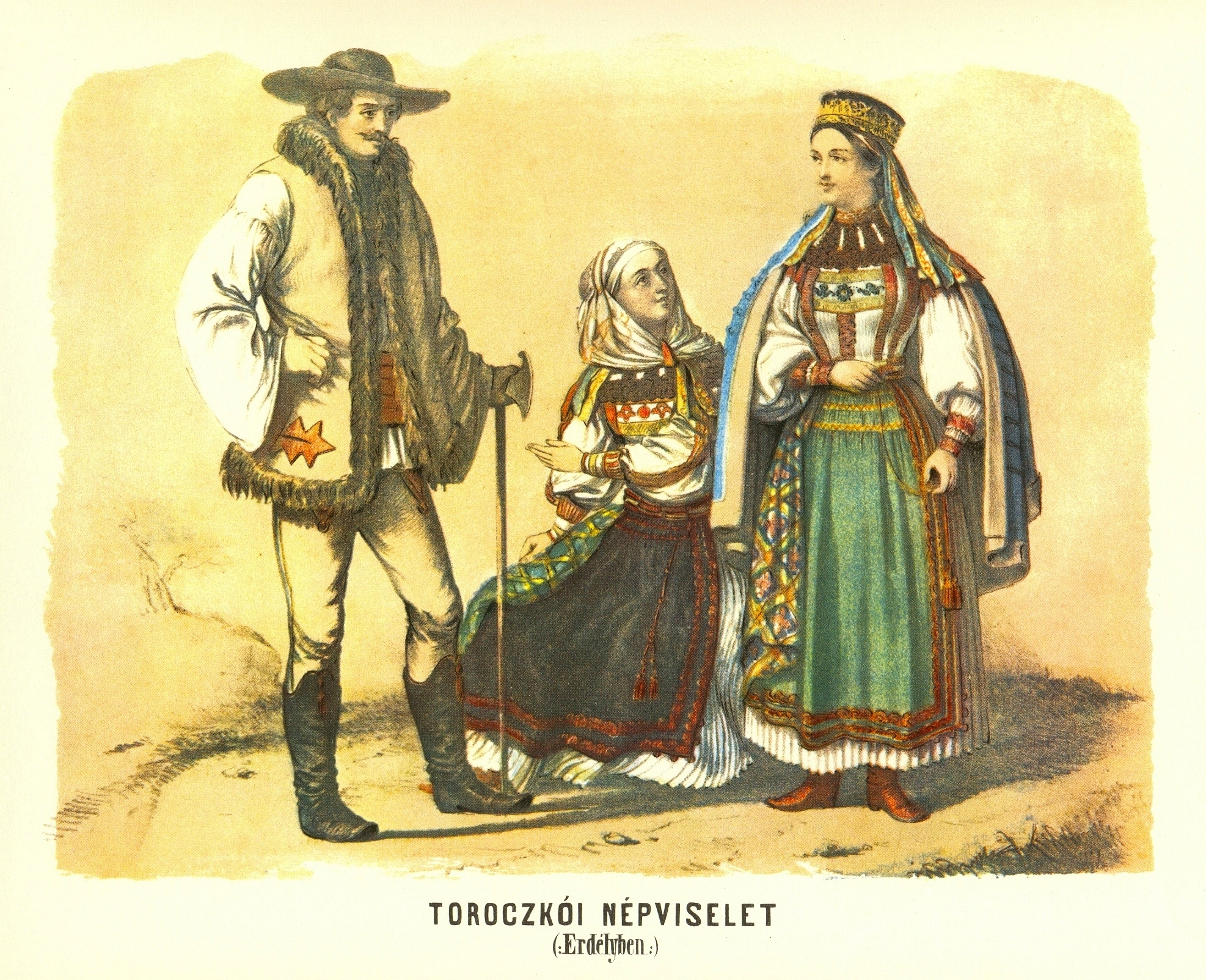
Torockói népviselet

- 18. századi unitárius erődített templom
- 1668-ban épült parasztház
- Jellegzetes házai és népviselete
- Népi iparművészeti múzeum
- Székelykő, a település mellett magasodó 1129 méter magas hegy
- A vajor,[5] eredetileg fából, ma betonból épült medencécske a Templom téren, amely a Tilalmasról lefolyó patak vizét felfogva képez hangulatos vízfelületet. A helyi asszonyok szőnyegek, nagyobb kelmék mosására is használják.
- Ida néni magánmúzeuma
- Főtér – fehér házak – sejtelmes sikátorok, romantikus utcák – vajor

## Torockó az irodalomban
- Balogh Szabolcs: Torockó Titkai (2016)
- Balázs D. Attila: Torockó és környéke régi képeslapokon, 2014
- Dr. Borbély István: Torockó története, Kolozsvár, 1906
- Dr. Borbély István: A RÉGI TOROCKÓ, Kolozsvár, 1927
- Jókai Mór: Egy az Isten, Novum Kft, Szeged, 2007 ISBN 9639703079
- Gyallay Domokos: Vaskenyéren, Pásztortűz Könyvtár 9. szám, Minerva, Kolozsvár, 1927
- Gyallay Domokos: Vaskenyéren, Kazinczy Kiadóvállalat, Kassa, 1928
- Gyallay Domokos: Vaskenyéren, Franklin-Társulat, Budapest
- Gyallay Domokos: Vaskenyéren. És tizenhat elbeszélés, Romániai Magyar Írók sorozat, Kriterion Könyvkiadó, Bukarest, 1996 ISBN 973-26-0428-X
- Hantz Lám Irén: Torockó, Kolozsvár, 2003
- Hantz Lám Irén: Torockószentgyörgy: a vár árnyékában, Kolozsvár, 2005
- Ignácz Rózsa: Toroczkói gyász, Móra Könyvkiadó, Budapest, 1970
- Orbán Balázs: A Székelyföld leírása
- Vincze Zoltán: A torockói iskola pártfogói és tanulói (1789—1892). Az EME honismereti pályázatán III. díjat nyert tanulmány. Erdélyi Múzeum, 1993, LV, 3–4, 34–49.
- Vincze Zoltán: Régi torockói sírkövek, ACTA 1997, II, Székely Nemzeti Múzeum, Sepsiszentgyörgy, 151–178.

## Képek

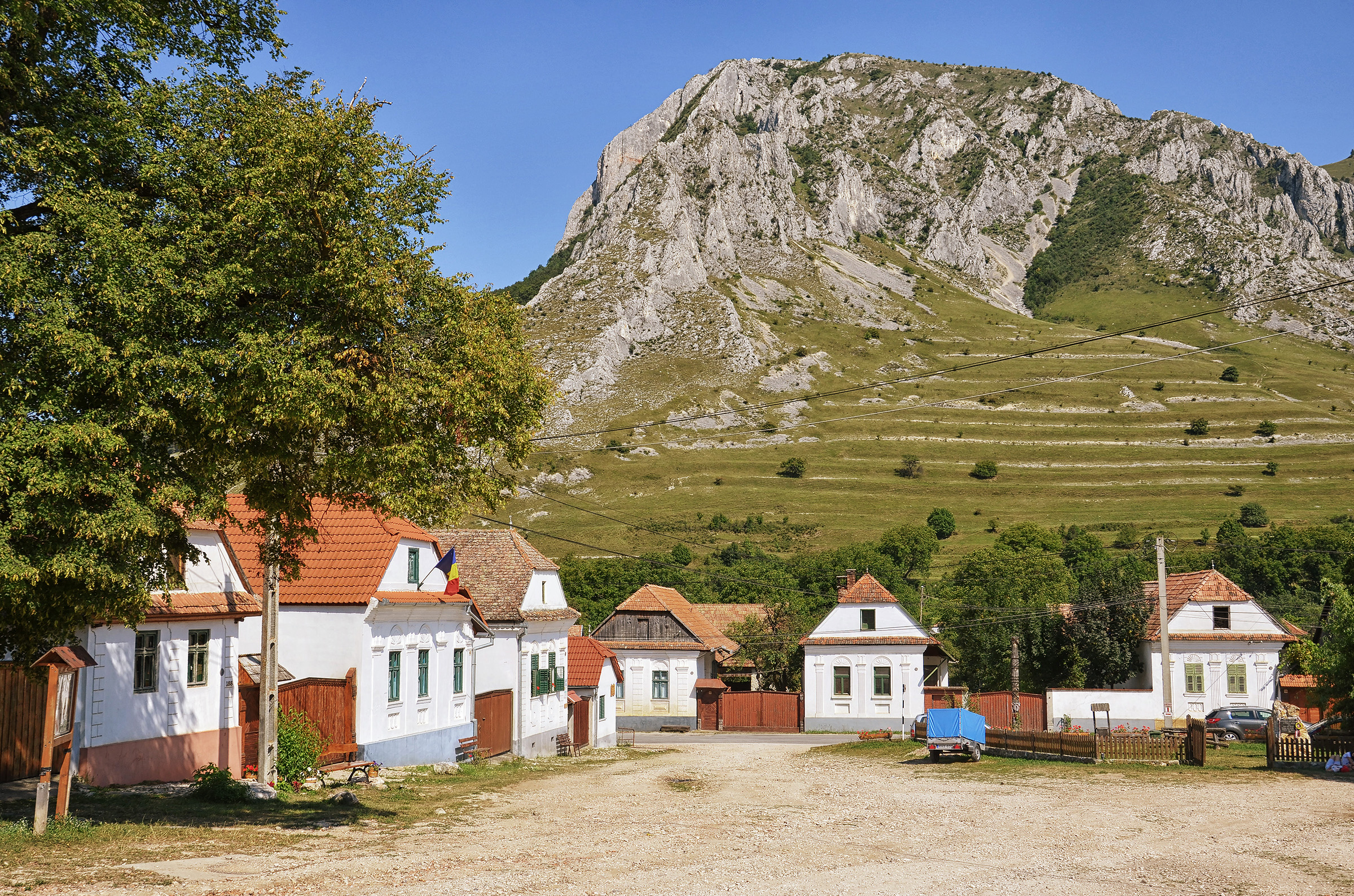
A főtér házai a Székelykővel
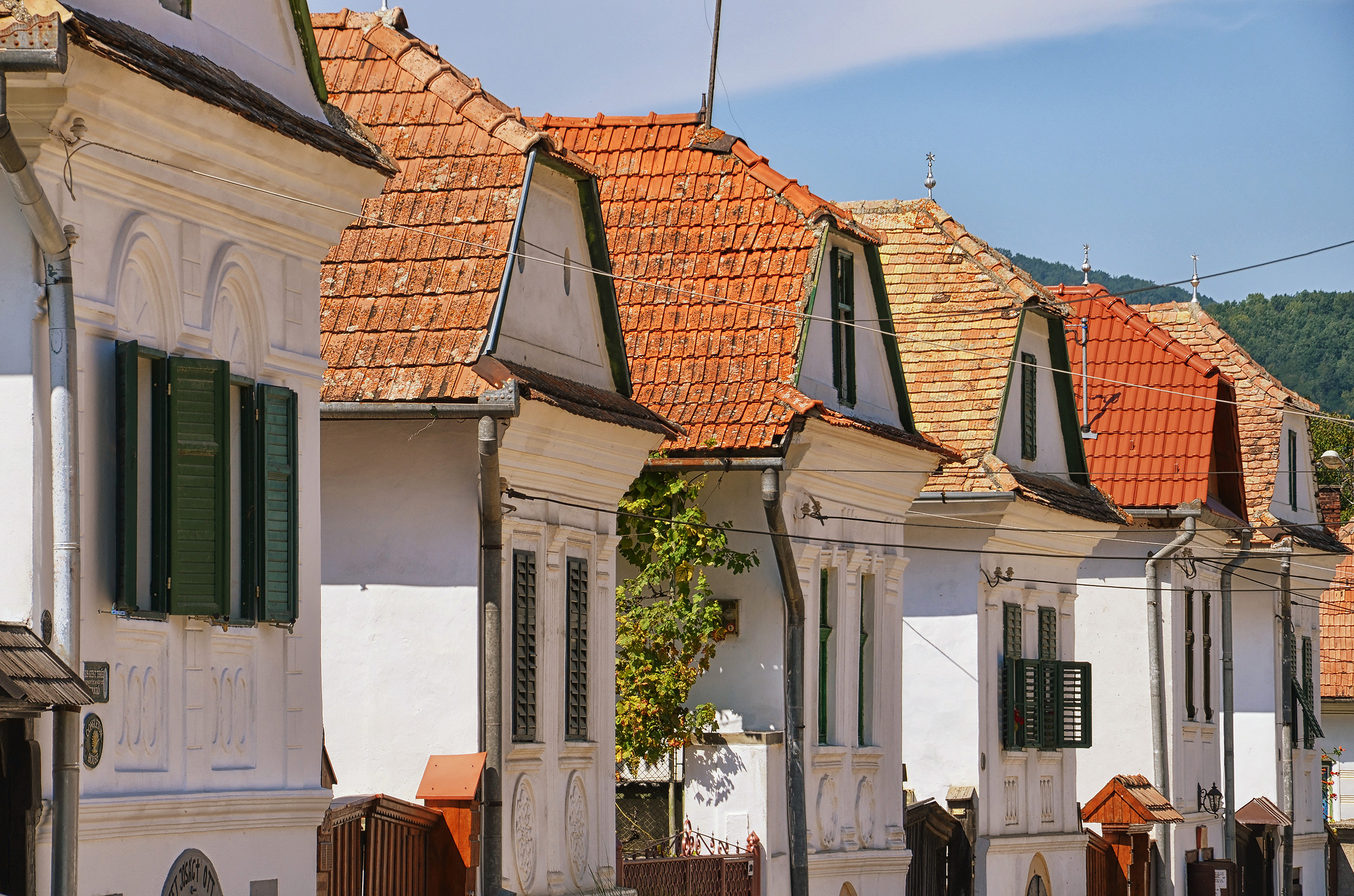
A Felső piacsor házai
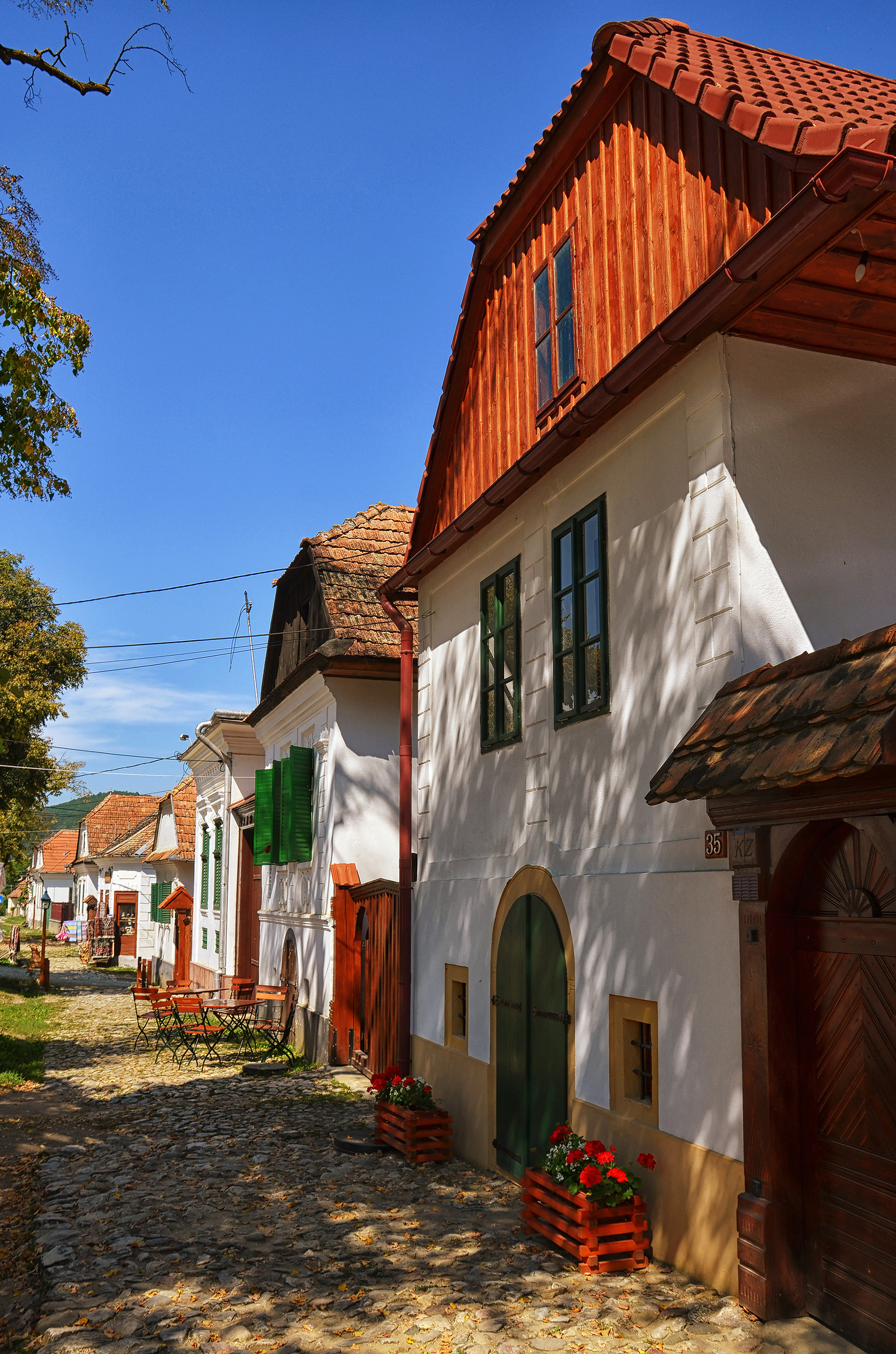
Az Alsó piacsor házai
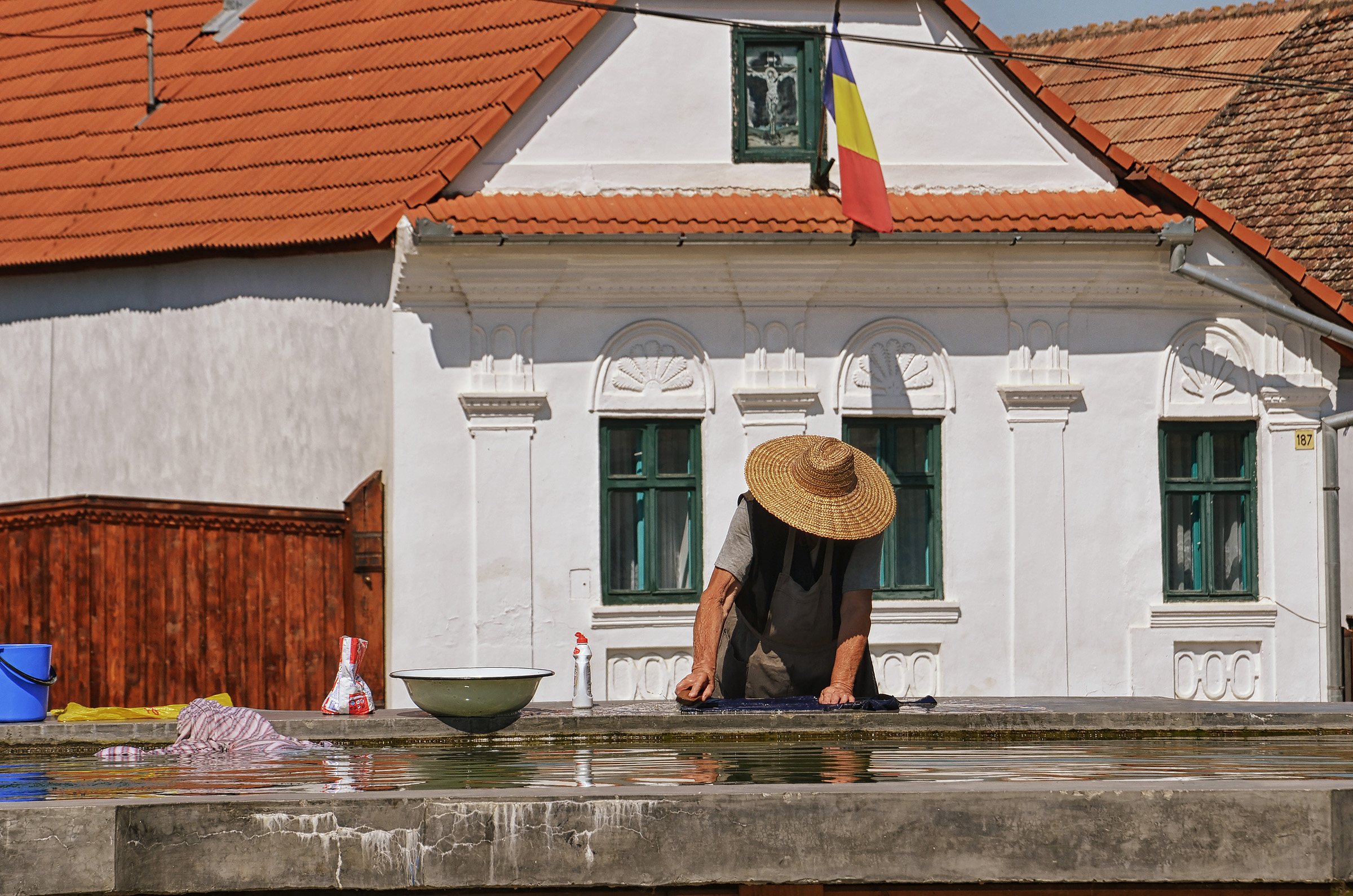
Szőnyegeit mosó asszony a vajornál
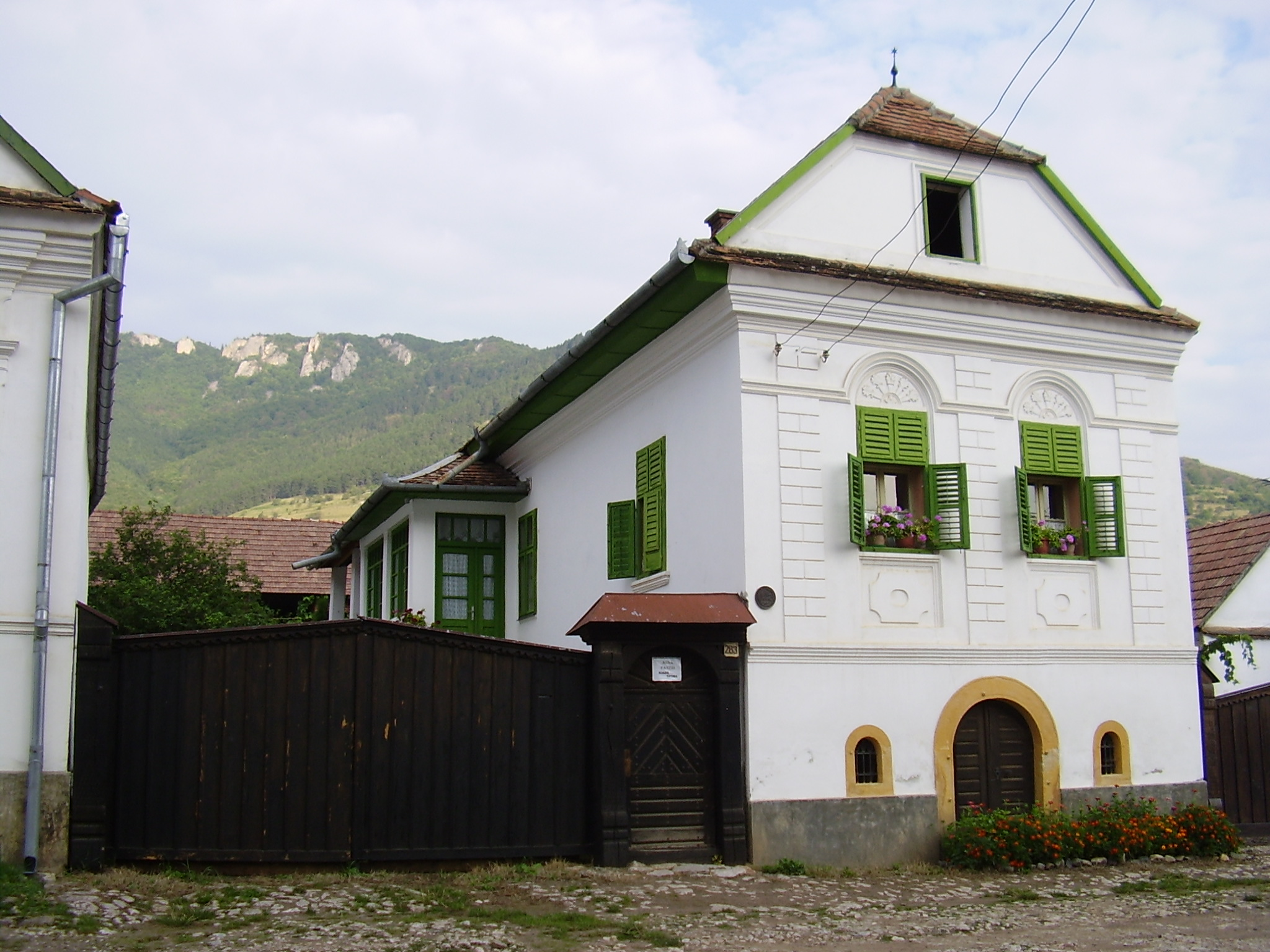
Ház Torockón
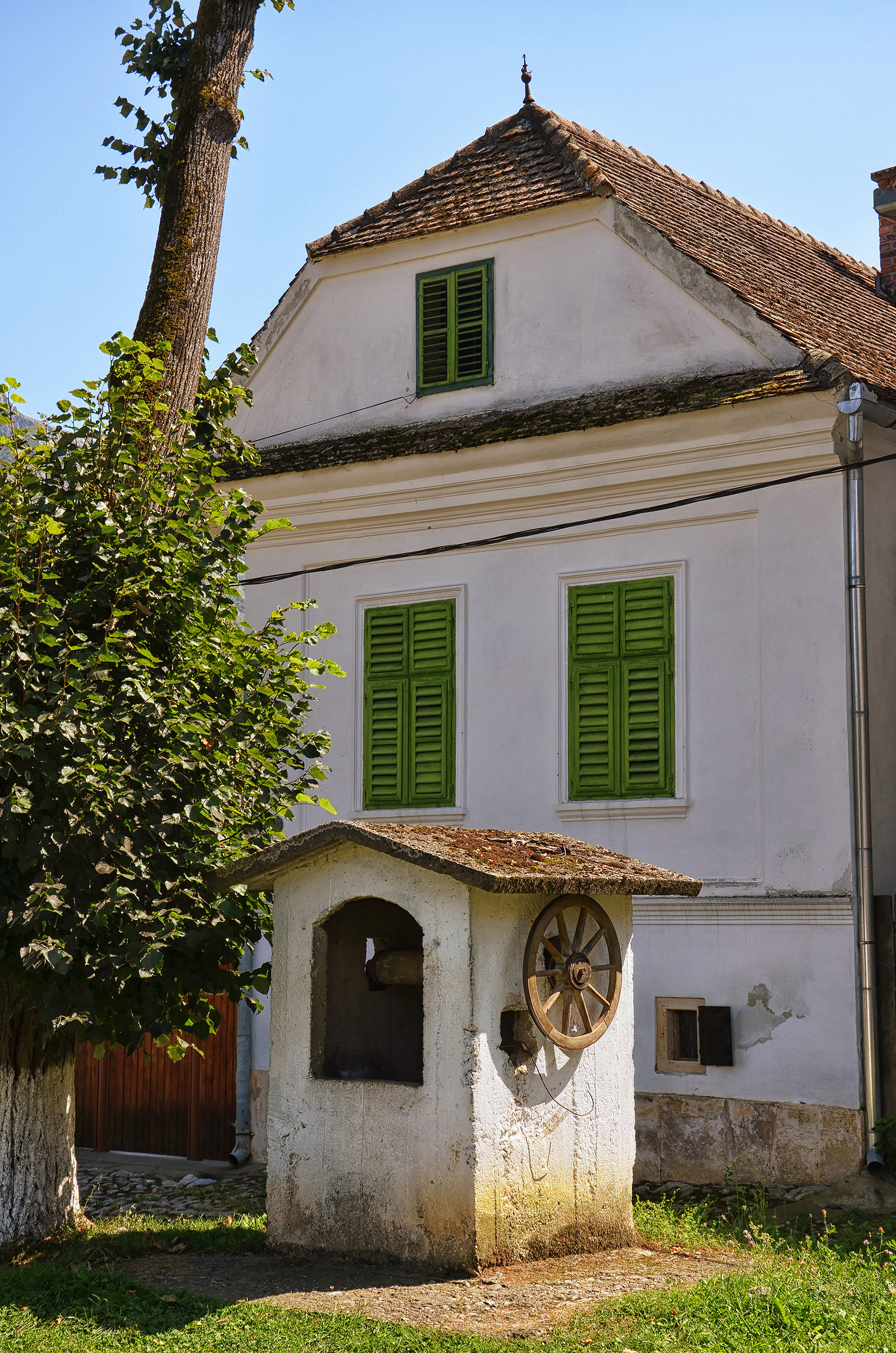
Ház a Kis szurdikon
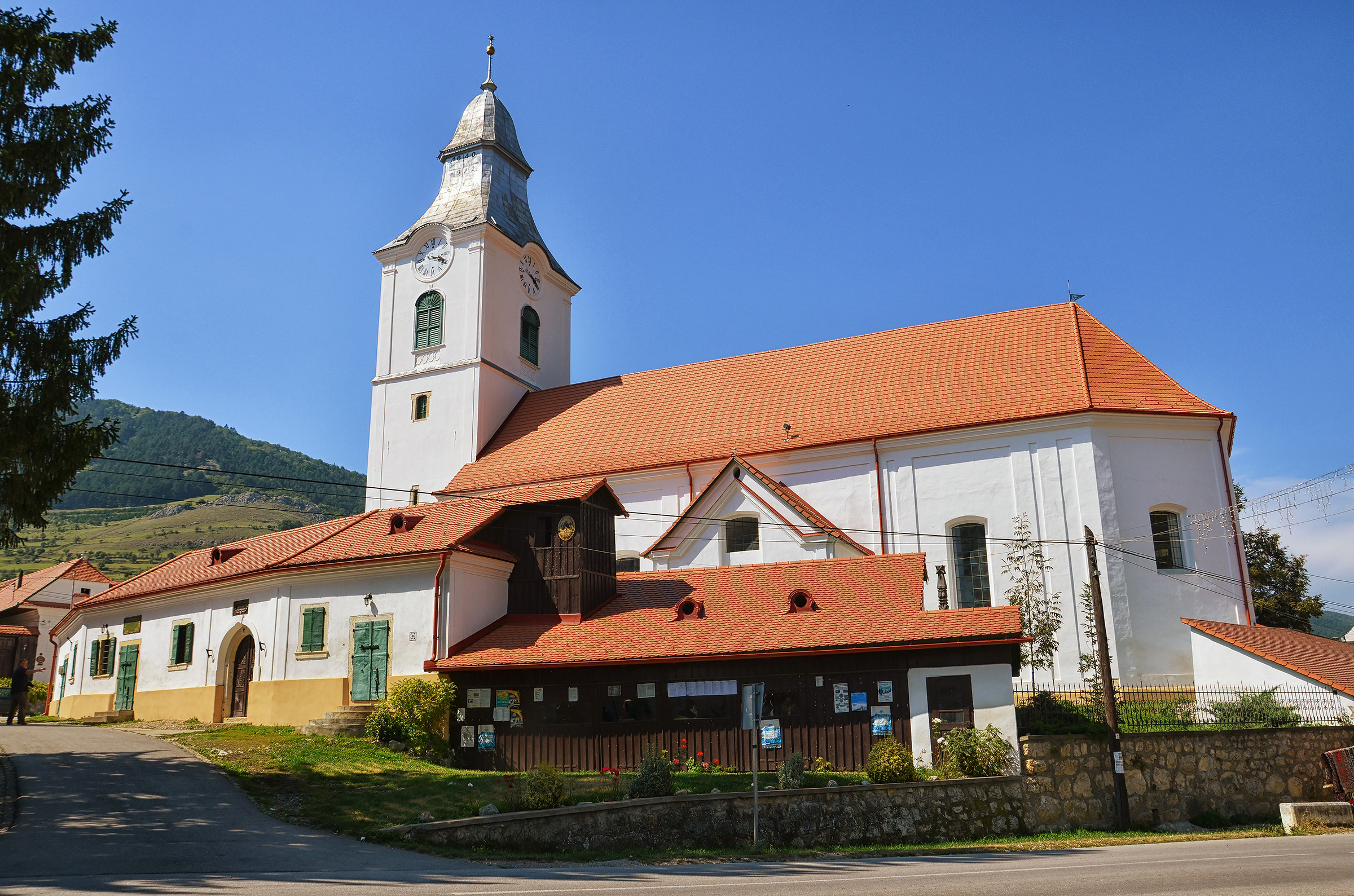
Unitárius templom
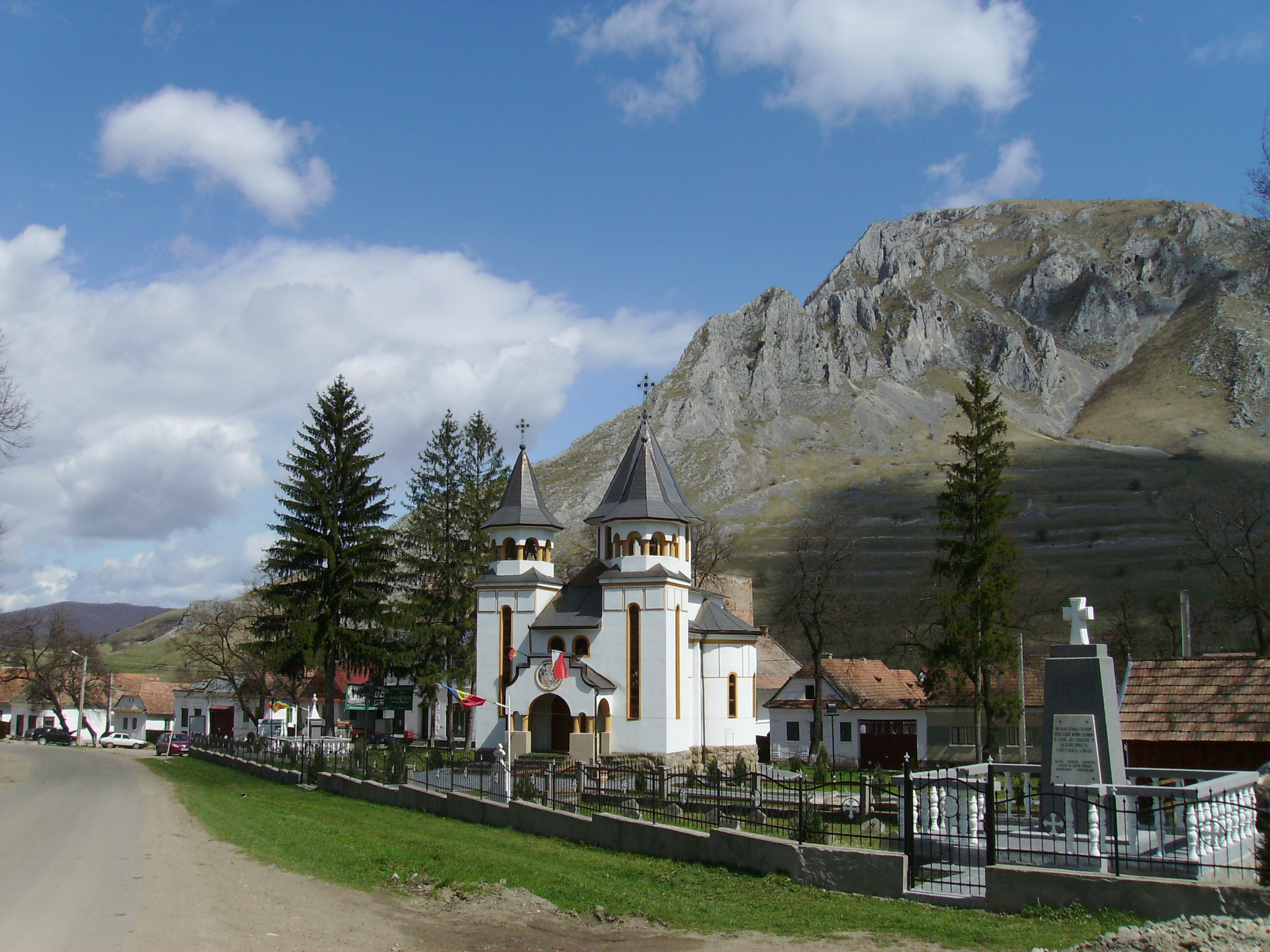
Ortodox templom
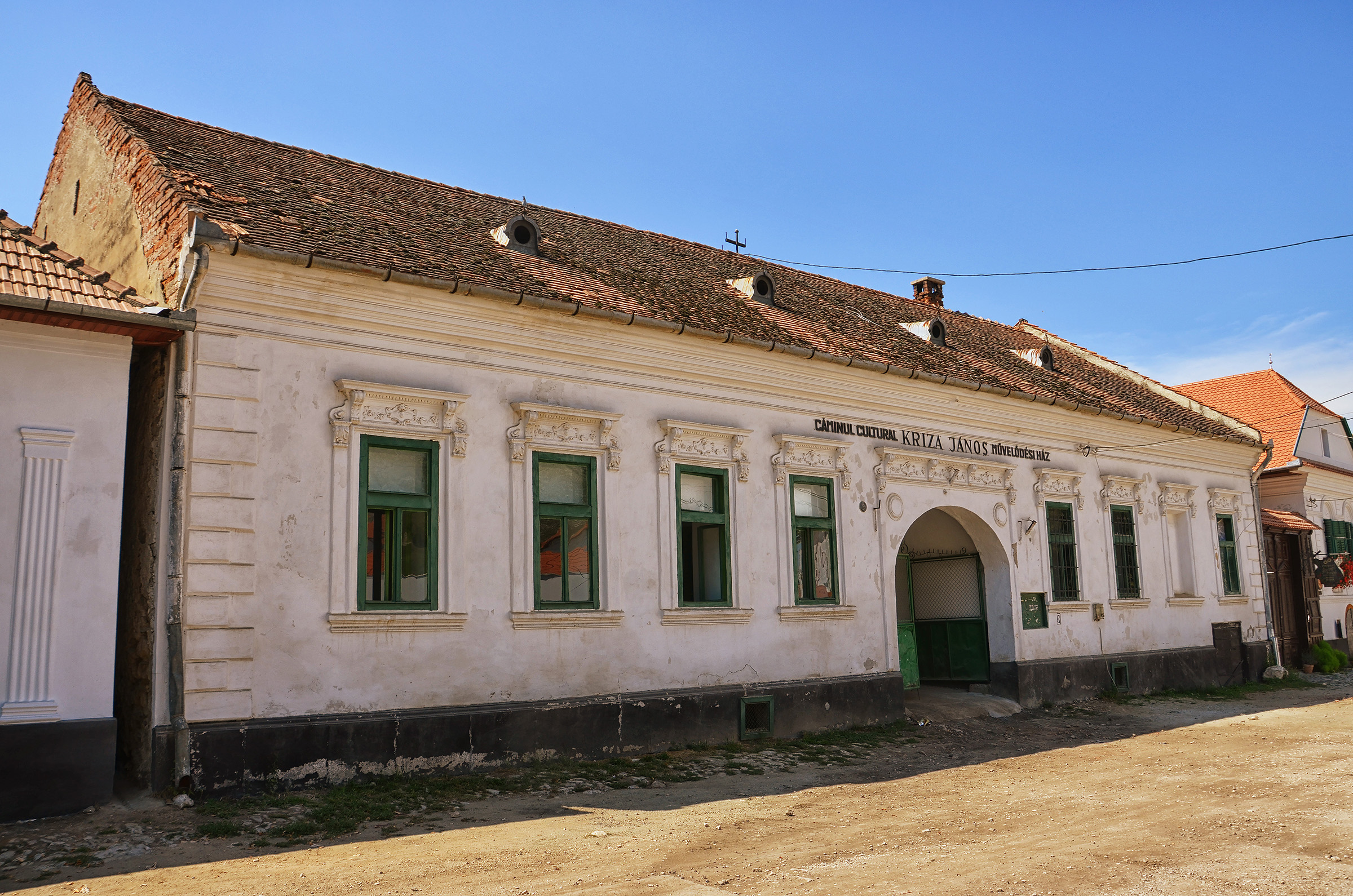
A Kriza János Művelődési Ház
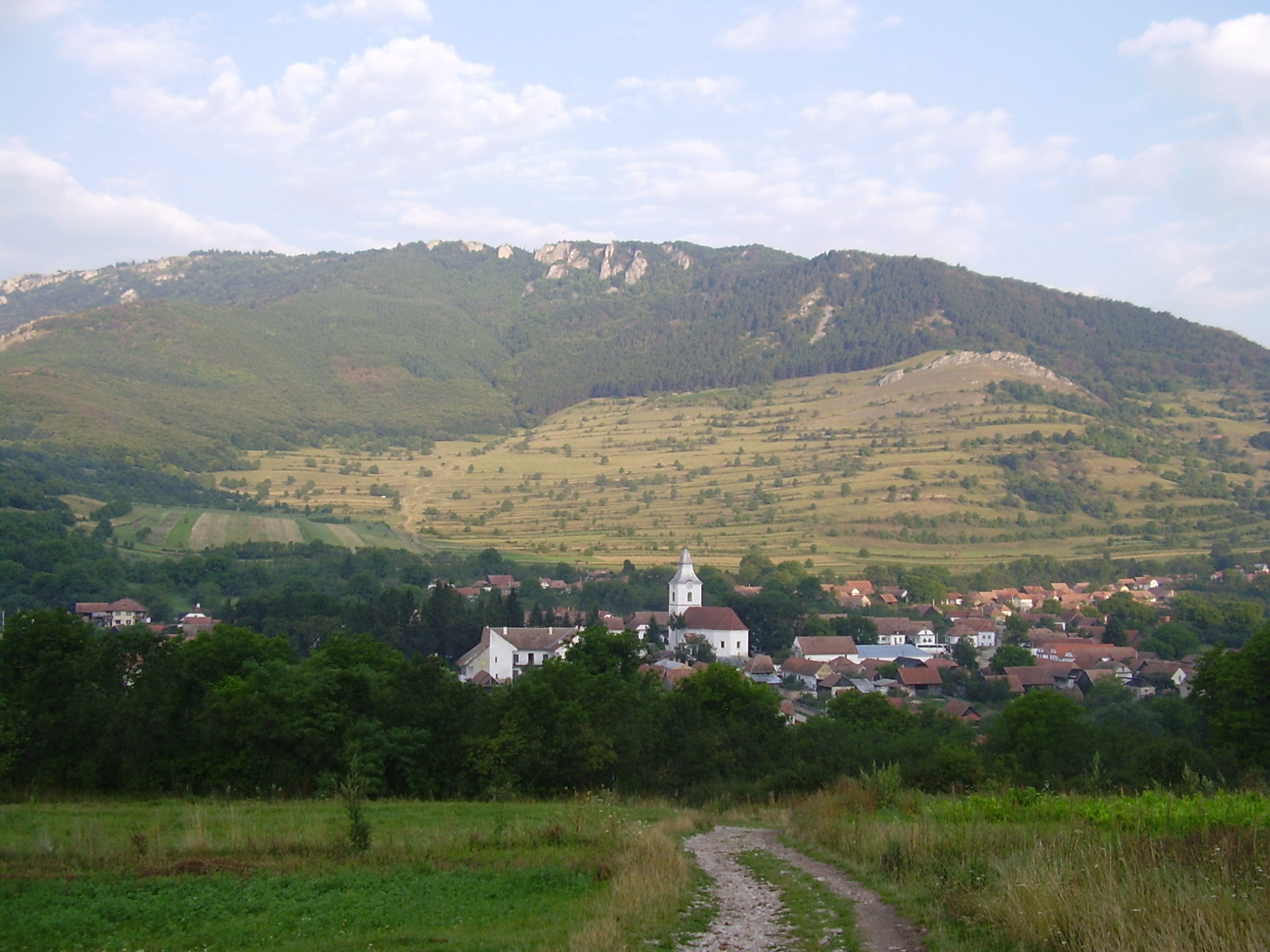
Torockó látképe
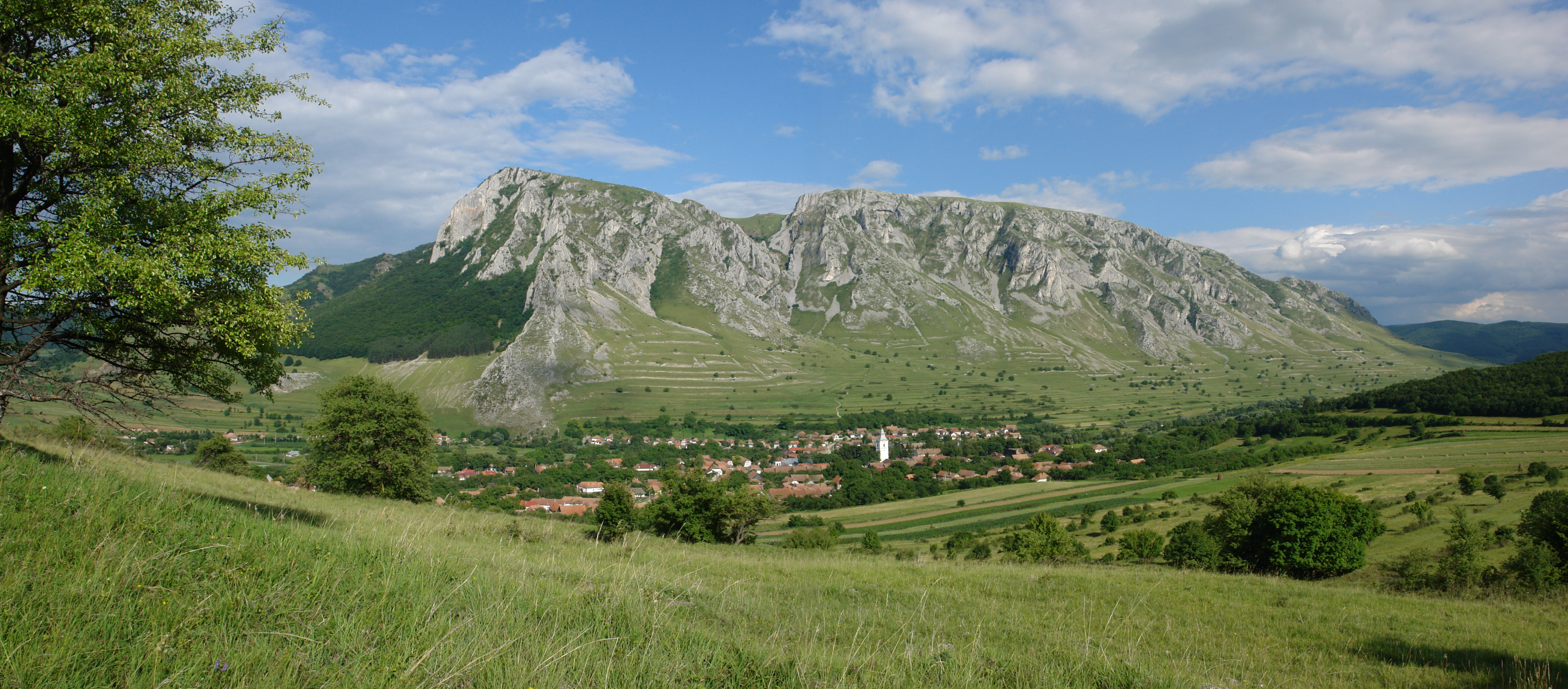
Torockó és a Székelykő
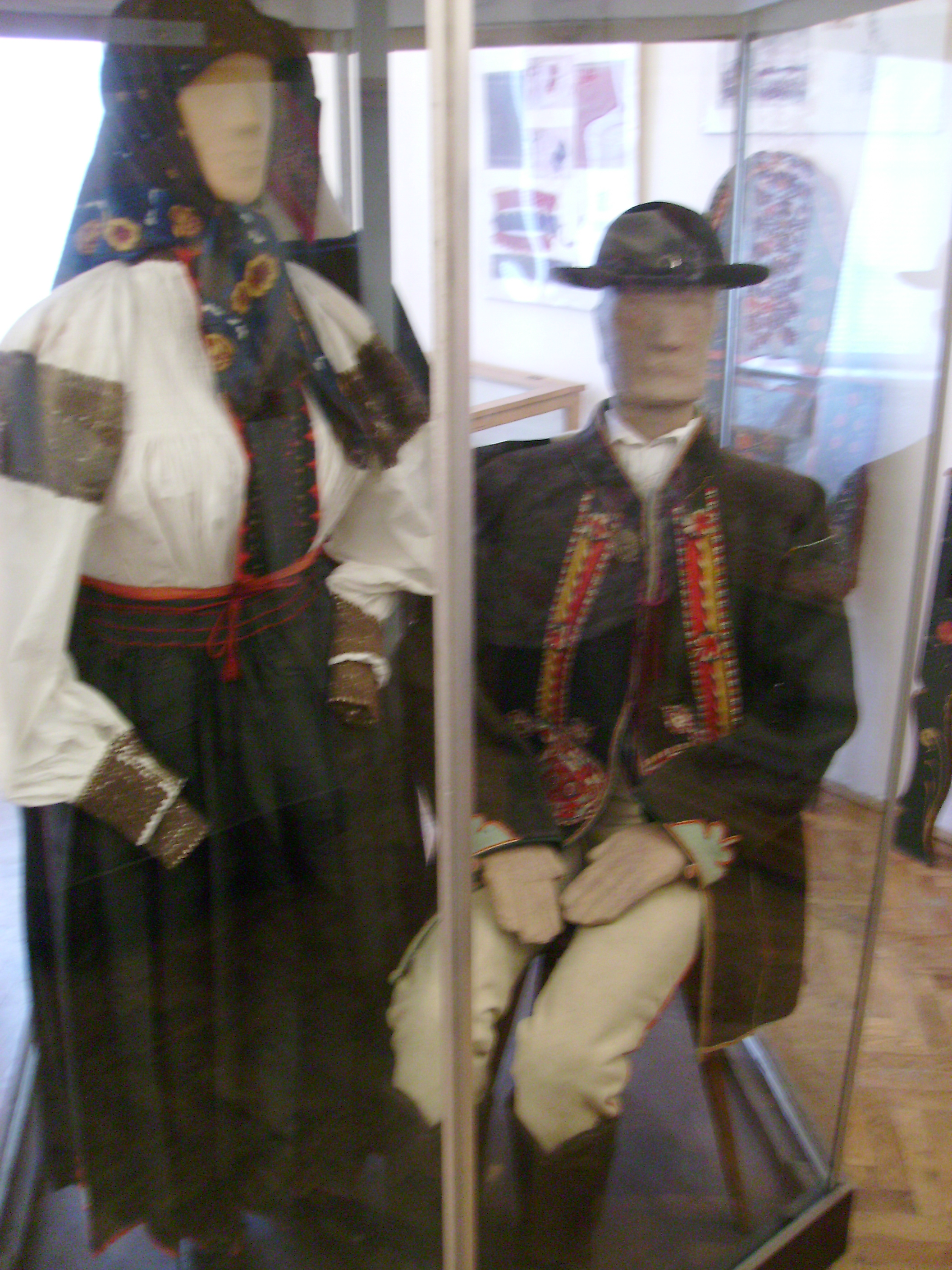
A torockói népviselet bemutatása a helyi Néprajzi Múzeumban
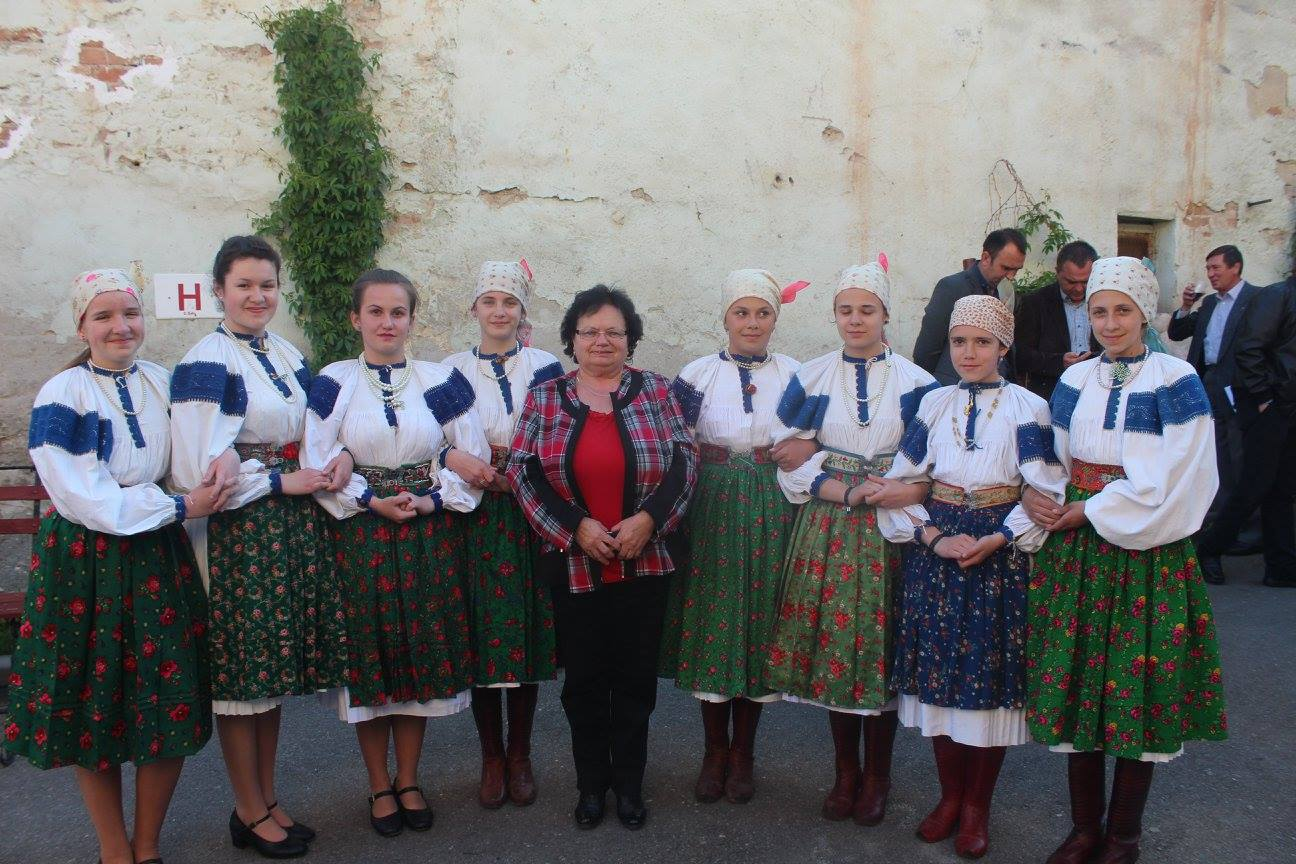
Torockói lányok
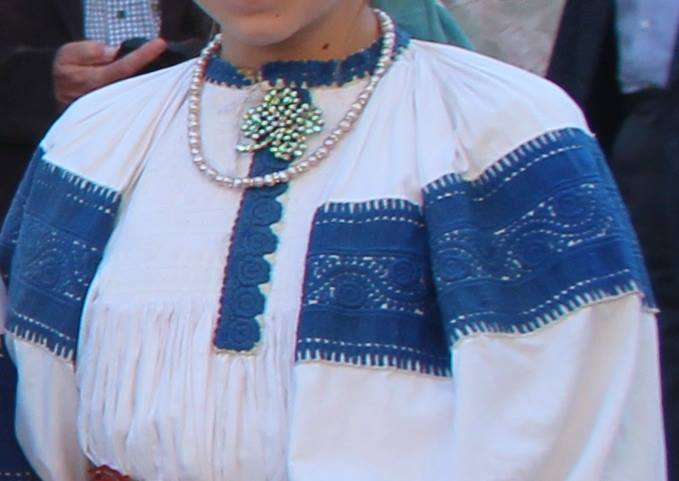
Torockói_lány
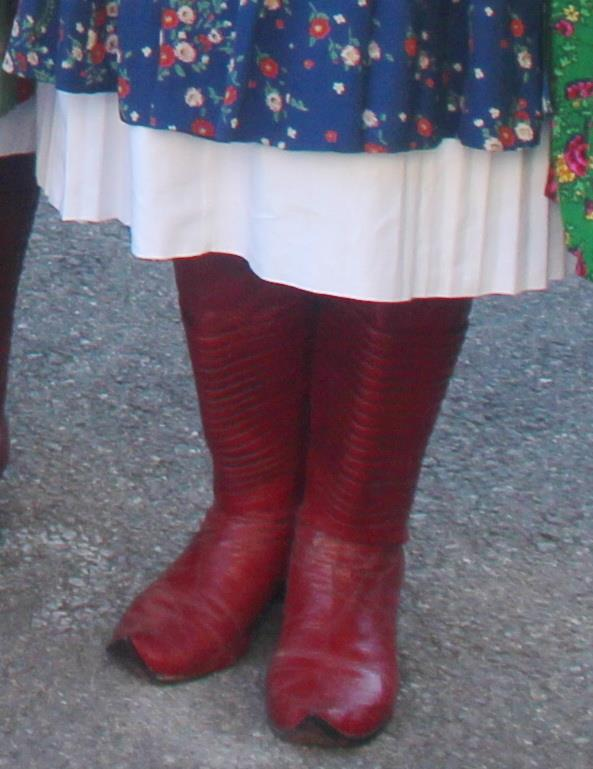
Torockói csizma
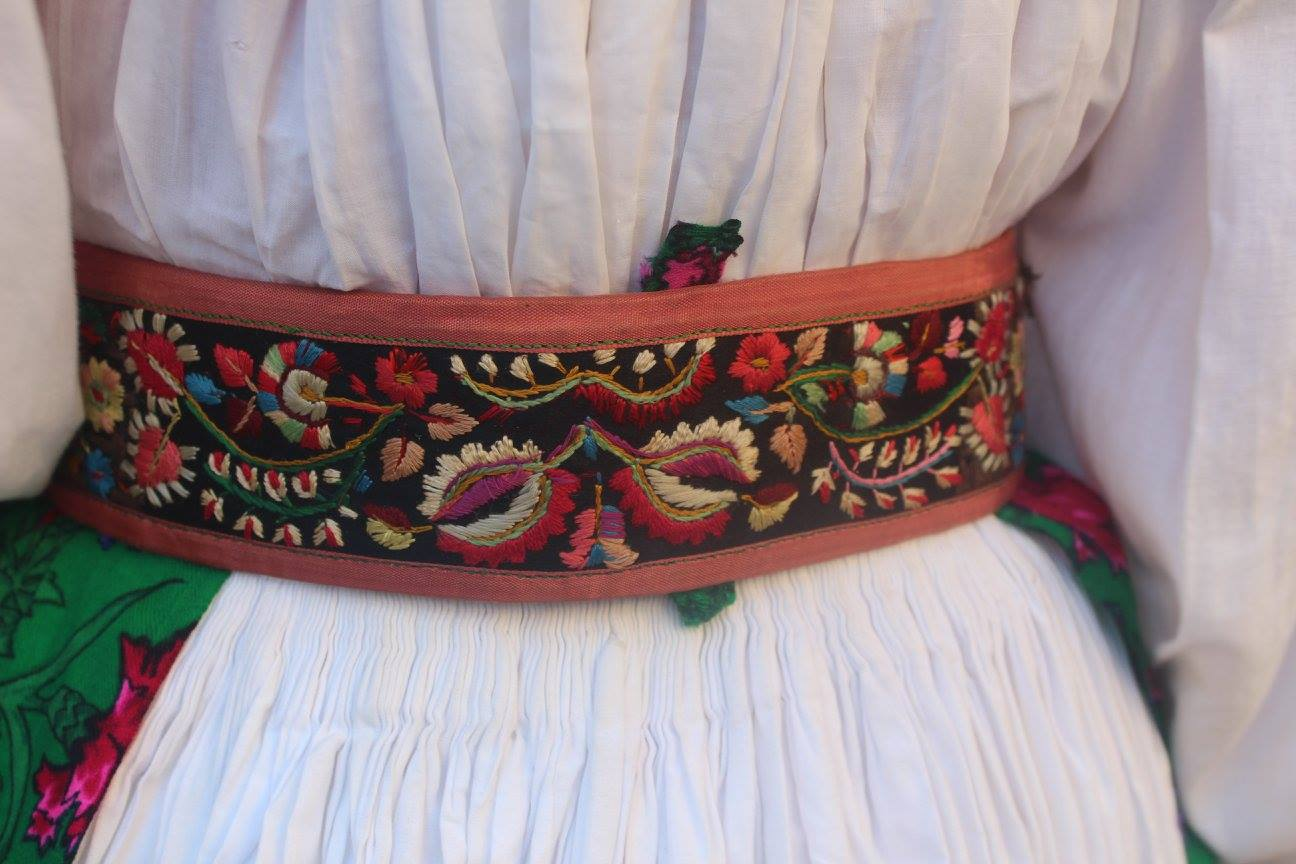
Torockói őv 1
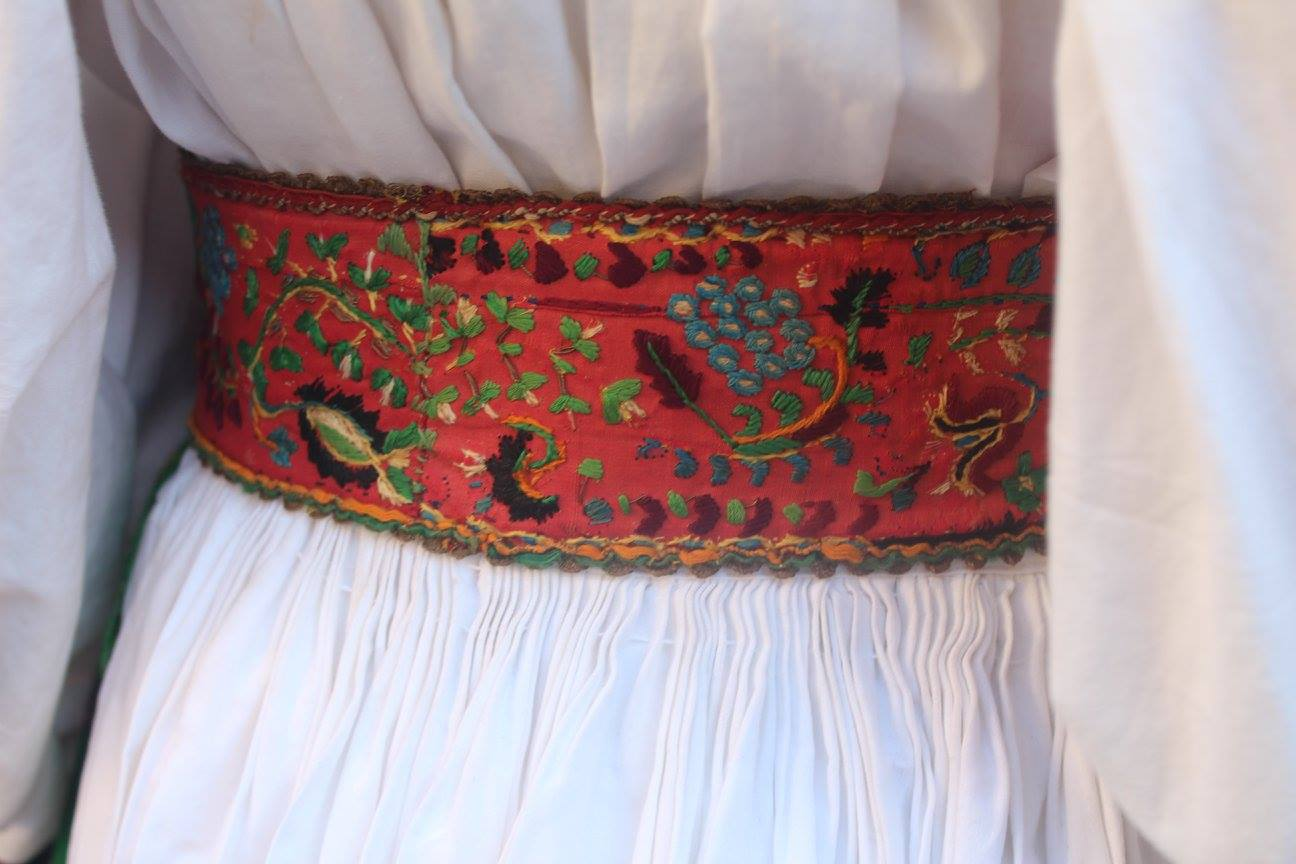
Torockói őv